# Institut für Qualitätssicherung und Transparenz im Gesundheitswesen
Das Institut für Qualitätssicherung und Transparenz im Gesundheitswesen (IQTIG) wurde durch das im Juni 2014 verabschiedete GKV-Finanzstruktur- und Qualitäts-Weiterentwicklungsgesetz (GKV-FQWG) ins Leben gerufen. Das Institut mit Sitz in Berlin-Tiergarten arbeitet im Auftrag des Gemeinsamen Bundesausschusses (G-BA) an Maßnahmen zur Qualitätssicherung und soll die Versorgungsqualität im Gesundheitswesen darstellen.

## Trägerschaft und Organisation
Der Gemeinsame Bundesausschuss hat am 21. August 2014 die Gründung einer Stiftung für Qualitätssicherung und Transparenz im Gesundheitswesen beschlossen. Die Stiftung des privaten Rechts wird auf Grundlage des § 137a Abs. 1 SGB V Trägerin des IQTIG sein.
Dem Stiftungsrat gehören zehn Personen an, Ende 2020 Thilo Grüning und Andreas Wagener von der Deutschen Krankenhausgesellschaft (DKG), Stephan Hofmeister und Thomas Kriedel von der Kassenärztlichen Bundesvereinigung (KBV), Martin Hendges von der Kassenzahnärztlichen Bundesvereinigung (KZBV) sowie Bettina am Orde, Ulrike Elsner, Frank Firsching, Martin Litsch und Bernd Wegener vom GKV-Spitzenverband (Stand: 7. Dezember 2020).
Dem vom Stiftungsrat bestellten Vorstand gehören acht Personen an, im April 2021 Gerald Gaß (DKG), Andreas Gassen (KBV), Wolfgang Eßer (KZBV), Doris Pfeiffer, Gernot Kiefer und Stefanie Stoff-Ahnis (alle drei vom GKV-Spitzenverband vorgeschlagen), Staatssekretär Thomas Steffen (BMG) sowie Josef Hecken (Vorsitzender des Gemeinsamen Bundesausschusses) (Stand: 1. April 2021).
Seinen Sitz hat das Institut in Berlin; bei seiner Gründung wurde der Mediziner Christof Veit zum Institutsleiter berufen. Seit dem 1. Januar 2021 leitet Claus-Dieter Heidecke das Institut.

## Aufgaben
Das Institut soll für die Messung und Darstellung der Versorgungsqualität möglichst sektorenübergreifend abgestimmte Indikatoren und Instrumente einschließlich Module für ergänzende Patientenbefragungen entwickeln, ferner die notwendige Dokumentation für die einrichtungsübergreifende Qualitätssicherung unter Berücksichtigung des Gebotes der Datensparsamkeit sicherstellen. Es soll sich an der Durchführung der einrichtungsübergreifenden Qualitätssicherung  beteiligen und dabei, soweit erforderlich, die gesetzlich vorgesehenen weiteren Einrichtungen einbeziehen. Die Ergebnisse der Qualitätssicherungsmaßnahmen sollen in allgemein verständlicher Form veröffentlicht werden.

### Krankenhaussektor
Auf der Grundlage geeigneter Daten, die in den Qualitätsberichten der Krankenhäuser veröffentlicht werden, sind einrichtungsbezogen vergleichende Übersichten über die Qualität in maßgeblichen Bereichen der stationären Versorgung zu erstellen. Das IQTIG ist vom G-BA auch mit der Evaluation von Qualitätsverträgen betraut (§ 136b Abs. 8 SGB V).

### Qualitätssicherung der ambulanten und stationären Versorgung
Das Institut soll die Qualität der ambulanten und stationären Versorgung auf der Grundlage geeigneter Sozialdaten darstellen, um die Weiterentwicklung der Qualitätssicherung zu ausgewählten Leistungen zu fördern. Die Daten sollen dem Institut von den Krankenkassen auf der Grundlage von Richtlinien und Beschlüssen des Gemeinsamen Bundesausschusses übermittelt werden.

## Entwicklung von Bewertungskriterien
Das Institut hat Kriterien zur Bewertung von Zertifikaten und Qualitätssiegeln, die in der ambulanten und stationären Versorgung verbreitet sind, zu entwickeln.

## Veröffentlichungspflicht
Alle Ergebnisse, auch die anhand der Bewertungskriterien über die Aussagekraft von Zertifikaten und Qualitätssiegeln ermittelten, sind in einer für die Allgemeinheit verständlichen Form im Internet zu veröffentlichen.

## Beteiligte
Gemäß § 137a Abs. 7 SGB V sind bei der Entwicklung der Inhalte nach Absatz 3 die Kassenärztlichen Bundesvereinigungen (KBV, KZBV), die Deutsche Krankenhausgesellschaft, der Spitzenverband Bund der Krankenkassen, der Verband der Privaten Krankenversicherung, die Bundesärztekammer, die Bundeszahnärztekammer, die Bundespsychotherapeutenkammer, die Berufsorganisationen der Krankenpflegeberufe, die wissenschaftlichen medizinischen Fachgesellschaften, die für die Wahrnehmung der Interessen der Patienten und der Selbsthilfe chronisch kranker und behinderter Menschen maßgeblichen Organisationen auf Bundesebene sowie Der Beauftragte der Bundesregierung für die Belange der Patientinnen und Patienten zu beteiligen.